# Zangherella relicta
Zangherella relicta är en spindelart som först beskrevs av Josef Kratochvíl 1935.  Zangherella relicta ingår i släktet Zangherella och familjen Anapidae.
Artens utbredningsområde är Montenegro. Inga underarter finns listade i Catalogue of Life.